# Владимир Дујић
Владимир Дујић (23. септембар 1868 —1941. ) протојереј СПЦ. Рођен је у Модрушу код Бигојна. Учитељску школу је завршио у Карловцу, а богословију у Сремским Карловцима 1890, а те године је и рукоположен. Постао је парох у Сењу. Капелан у Ријеци постаје 1893. После тога је био парох у Мочилима, а од 1900 у Српским Моравицама. Добио је Орден Светог Саве XX степена.
У Српске Моравице је на Павелићев имендан (13. јун 1941. ) дошло око 15 усташа под водством усташког сатника. Све угледније Србе су тада похапсили, међу њима и проту. Одвели су их у огулински затвор, а одатле у логор Даницу код Копривнице. У логору је један усташа ударио проту Владимира Дујића по очима. Разбио му је наочаре, које су посјекле проту. Усташа је даље злостављао проту обливеног крвљу, али прота се према сведочењу једнога сведока држао јуначки, као да се не боји ни смрти, ни усташа и својим држањем је импоновао и уливао храброст. Шаљу га са још 250 Срба крајем јуна у Госпић. Ту је испребијан са осталим свештеницима. Онда су их све одвели, убили и бацили у Јадовно.